# Mimomyia pallida
Mimomyia pallida är en tvåvingeart som beskrevs av Edwards 1925. Mimomyia pallida ingår i släktet Mimomyia och familjen stickmyggor. Inga underarter finns listade i Catalogue of Life.